# Wielomian charakterystyczny
Wielomian charakterystyczny – wielomian zawierający informacje o niektórych własnościach macierzy kwadratowej, w szczególności jej wartościach własnych, wyznaczniku i śladzie.

## Motywacja
Zbiór wartości własnych macierzy możemy zakodować, tworząc wielomian, którego pierwiastki są tymi wartościami. Dla macierzy diagonalnej jest to łatwe do wyliczenia: jeśli na głównej przekątnej leżą wartości {\displaystyle a,b,c,} to wielomian charakterystyczny ma postać:
{\displaystyle (t-a)(t-b)(t-c)\dots }
(z dokładnością do znaku). Wynika to z faktu, że wartości na przekątnej są tu wartościami własnymi tej macierzy.
Dla dowolnej macierzy {\displaystyle \mathbf {A} } sytuacja wygląda następująco: jeśli {\displaystyle \lambda } jest wartością własną {\displaystyle \mathbf {A} ,} to istnieje wektor własny {\displaystyle \mathbf {v\neq 0} ,} taki że
{\displaystyle \mathbf {A} \mathbf {v} =\lambda \mathbf {v} ,}
czyli
{\displaystyle (\lambda \mathbf {I} -\mathbf {A} )\mathbf {v} =0}
(gdzie {\displaystyle \mathbf {I} } jest macierzą jednostkową). Ponieważ {\displaystyle \mathbf {v} } jest niezerowy, oznacza to, że macierz {\displaystyle \lambda \mathbf {I} -\mathbf {A} } jest macierzą osobliwą (jej wyznacznik jest równy 0). Tym samym pierwiastki wielomianu {\displaystyle \det(\lambda \mathbf {I} -\mathbf {A} )} są wartościami własnymi {\displaystyle \mathbf {A} .}

## Definicja
Niech {\displaystyle A\in M_{n}(\mathbb {K} ),} gdzie {\displaystyle K} jest pewnym ciałem (np. ciałem liczb rzeczywistych lub zespolonych).
Wielomian charakterystyczny {\displaystyle p_{A}(t)} macierzy kwadratowej {\displaystyle \mathbf {A} } definiuje się jako:
{\displaystyle p_{A}(t)=\det(t\mathbf {I} -\mathbf {A} ).}

## Przykład
Dla obliczenia wielomianu charakterystycznego macierzy {\displaystyle \mathbf {A} {:}}
{\displaystyle \mathbf {A} ={\begin{pmatrix}2&1\\-1&0\end{pmatrix}}}
należy obliczyć wyznacznik macierzy
{\displaystyle t\mathbf {I} -\mathbf {A} ={\begin{pmatrix}t-2&-1\\1&t\end{pmatrix}}}
Ma on postać
{\displaystyle (t-2)t-1(-1)=t^{2}-2t+1.}

## Własności
Stopień wielomianu charakterystycznego macierzy {\displaystyle n\times n} jest równy {\displaystyle n.} Wyraz wolny tego wielomianu {\displaystyle p_{A}(0)} jest równy {\displaystyle (-1)^{n}\cdot \det(\mathbf {A} ),} współczynnik przy {\displaystyle t^{n-1}} jest równy {\displaystyle (-1)^{n-1}\operatorname {tr} (\mathbf {A} )} (gdzie tr oznacza ślad macierzy).
Dla macierzy {\displaystyle 2\times 2} zachodzi zatem:
{\displaystyle p_{A}(t)=t^{2}-\operatorname {tr} (\mathbf {A} )t+\det(\mathbf {A} ).}
Każdy wielomian rzeczywisty nieparzystego stopnia ma co najmniej jeden pierwiastek rzeczywisty, co oznacza że każda macierz stopnia nieparzystego ma co najmniej jedną rzeczywistą wartość własną.
Twierdzenie Cayleya-Hamiltona mówi, że podstawiając jako argument wielomianu charakterystycznego {\displaystyle \mathbf {A} } samą macierz {\displaystyle \mathbf {A} ,} otrzyma się macierz zerową: {\displaystyle p_{A}(\mathbf {A} )=0.} A zatem każda macierz spełnia swoje równanie charakterystyczne. W konsekwencji, wielomian minimalny macierzy {\displaystyle \mathbf {A} } musi dzielić jej wielomian charakterystyczny.
Macierze podobne mają te same wielomiany charakterystyczne. Zależność ta nie działa jednak w drugą stronę – macierze o identycznych wielomianach charakterystycznych nie muszą być podobne.
Macierz {\displaystyle \mathbf {A} } jest podobna do macierzy trójkątnej wtedy i tylko wtedy, gdy jej wielomian charakterystyczny da się rozłożyć na czynniki liniowe nad {\displaystyle K.}